# مارك باتلز
مارك باتلز (بالإنجليزية: Mark Battles) هو منتج أسطوانات وكاتب أغاني أمريكي، ولد في 2 سبتمبر 1991 في إنديانابوليس في الولايات المتحدة.

## وصلات خارجية
- مارك باتلز على موقع ميوزك برينز (الإنجليزية)